# كلنتون دافيسون
كلنتون دافيسون (22 أكتوبر 1881-1 فبراير 1958 ) (بالإنجليزية: Clinton Davisson)‏ هو فيزيائي أمريكي حصل على جائزة نوبل للفيزياء في عام 1937م مع جورج باغيت طومسون لاكتشافهما حيود الإلكترونات بواسطة البلورات.

## حياته
ولد دافيسون في بمدينة بلومنغتون ، وتخرج من المدرسة الثانوية في عام 1902م ، ودخل جامعة شيكاغو .

## روابط خارجية
- كلنتون دافيسون على موقع الموسوعة البريطانية (الإنجليزية)
- كلنتون دافيسون على موقع مونزينجر (الألمانية)
- كلنتون دافيسون على موقع ميوزك برينز (الإنجليزية)
- كلنتون دافيسون على موقع إن إن دي بي (الإنجليزية)